# Molveno
Molveno is een gemeente in de Italiaanse provincie Trente (regio Trentino-Zuid-Tirol) en telt 1107 inwoners (31-12-2022). De oppervlakte bedraagt 35,2 km², de bevolkingsdichtheid is 32 inwoners per km². Het plaatsje Molveno is gelegen aan het gelijknamige meer van Molveno. Dit is een mooi recreatiemeer, gelegen midden in de Brenta Dolomieten. Het heeft in Italië de bijnaam 'de parel' van de Dolomieten.

## Toerisme
De economie van Molveno draait voornamelijk op het toerisme. Het meer biedt allerhande waterrecreatie. In de omgeving van het meer van Molveno zijn diverse wandelroutes voor elk niveau. Vanuit Molveno zijn er ook vele wielrenroutes en motorroutes mogelijk. Middels een kabelbaan kan de hoogvlakte van Pradel bezocht worden. Sinds 2015 is er een groot Bike-park aangelegd voor Mountainbikers en downhillers. 
In de Wintermaanden kan er op Pradel geskied worden, of de slee baan naar het ski gebied van Andalo genomen worden.  
Het dorp is authentiek en pittoresk. Ze wordt vaak geroemd om de schoonheid van haar ligging en omgeving. 

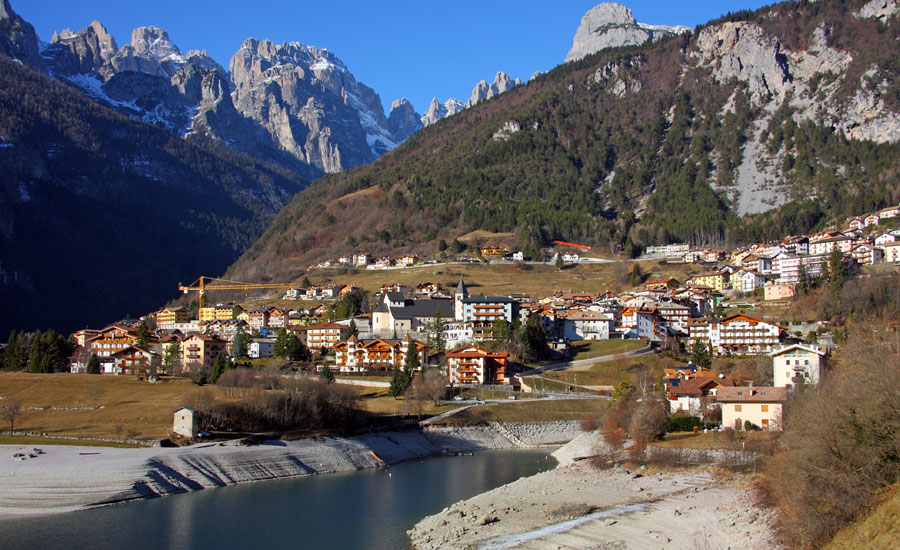
Molveno
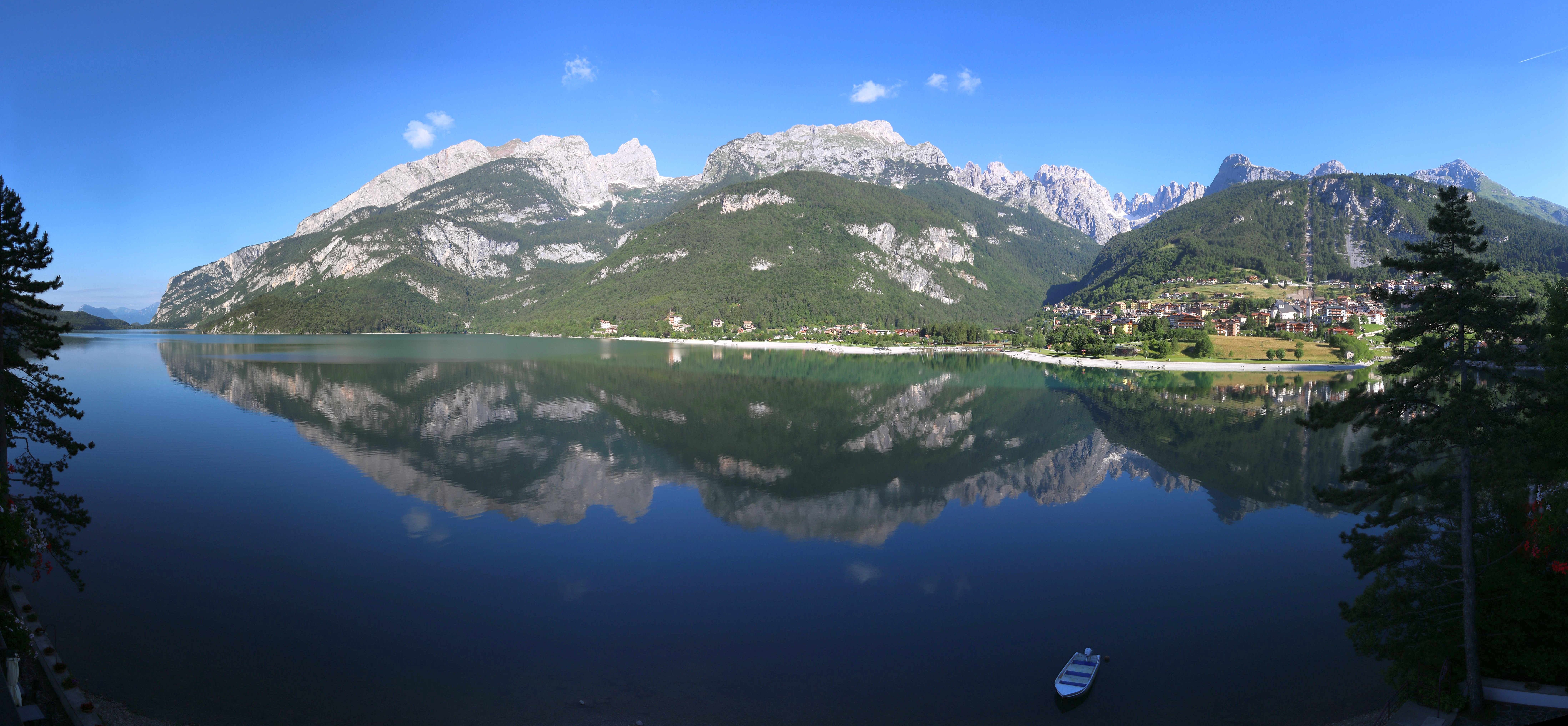
Het Molvenomeer met op de achtergrond de Brenta

## Demografie
Molveno telt ongeveer 462 huishoudens. Het aantal inwoners is de afgelopen 20 jaar nagenoeg gelijk gebleven volgens cijfers uit de tienjaarlijkse volkstellingen van ISTAT.
| Jaar | Inwoneraantal |
| ---- | ------------- |
| 2001 | 1104          |
| 2022 | 1107          |

## Geografie
De gemeente ligt op ongeveer 864 m boven zeeniveau.
Molveno grenst aan de volgende gemeenten: Tuenno, Ragoli, Spormaggiore, Cavedago, Andalo, San Lorenzo in Banale, Terlago, Vezzano.